# Esmilesaure
L'esmilesaure (Smilesaurus ferox) és una espècie extinta de sinàpsid de la família dels gorgonòpids que visqué a Àfrica durant el Permià superior, fa entre 254,2 i 259,9 milions d'anys. Se n'han trobat restes fòssils a les províncies sud-africanes del Cap Oriental i Cap Septentrional. És l'única espècie classificada actualment en el gènere Smilesaurus. És un dels gorgonops que experimentaren una reducció en el nombre de dents postcanines: en tenia dues o tres a cada quadrant superior i una a cada quadrant inferior de la boca. El nom genèric Smilesaurus significa ‘llangardaix escalpel’, mentre que el nom específic ferox significa ‘ferotge’ en llatí.